# 加勒比長鰭鰳
加勒比長鰭鰳為輻鰭魚綱鲱形目鲱科的其中一種，分布於西大西洋區，包括哥倫比亞、委內瑞拉、千里達、巴拿馬、蘇利南、蓋亞那、法屬圭亞那海域，體長可達15公分，棲息在沿岸海域、河口區，生活習性不明。

## 擴展閱讀
維基物種上的相關：加勒比長鰭鰳
J